# MTV Classic (UK)
MTV Classic – cyfrowy kanał telewizyjny koncernu MTV Networks Europe. Kanał uruchomiony został 1 marca 2010 roku na bazie VH1 Classic UK. Kanał przeznaczony jest na rynek brytyjski, ale dostępny jest również m.in. we Włoszech (tylko w Alice Home TV), Austrii, Bośni i Hercegowiny, Bułgarii, Czechach, Danii, Finlandii, Francji, Niemczech, na Węgrzech, w Izraelu, Norwegii, Portugalii, Rumunii i na Słowacji.
Zmiana nazwy nie objęła panaeuropejskiej wersji kanału – VH1 Classic Europe. wcześniej w latach 2002-2005 na naszym rynku nadawał polskojęzyczny kanał MTV Classic.
Kanał został zastąpiony przez MTV 80s UK 31 marca 2022 roku.